# Пітала
Піта́ла (англ. Pitala) — вища традиційна громада у складі дистрикту Мчинджі Центрального регіону Малаві.
Населення — 4736 осіб (2018).